# 佩尔西·戴康尼斯
佩尔西·瓦倫·戴康尼斯（英語：Persi Warren Diaconis，/ˌdaɪəˈkoʊnɪs/，1945年1月31日—），美國數學家、统计学家，曾為職業魔術師。他是史丹福大學的數學與統計學教授。
他解決了一些隨機性的問題，包括擲幣和洗牌。1992年，他和大衛·拜爾（David Bayer）證明完美的洗牌至少要洗七次。他又和說明從高處跌下的貓為何總能以腳著地的理查德·蒙哥馬利（Richard Montgomery）合作，證明了擲幣哪面向上，物理因素比運氣重要得多。

## 早年生平
自14歲，他便跟隨魔術師戴·福農行走江湖。後來在賭場，他嘗試研究防止他和其他魔術師被騙的方法。他18歲时買了一本《An Introduction to Probability and Its Applications》，但因為不懂微積分而看不明。24歲，他在紐約市立學院上數學課。其間他在《科學美國人》雜誌投稿，介紹了他的兩個紙牌戲法。馬丁·葛登能認為那兩個戲法十分精彩，注意到他的才華，為他寫了一封推薦信。當時，哈佛大學的統計學家菲德里克·莫斯提勒正在研究魔術，因此決定讓戴康尼斯成為他的研究生。

## 外部連結
- 網站 （页面存档备份，存于）
- Lifelong debunker takes on arbiter of neutral choices, by Esther Landhuis （页面存档备份，存于）